# ゲイリー・ロス
ゲイリー・ロス（Gary Ross, 1956年11月3日 - ）は、アメリカ合衆国の映画監督。

## 来歴
カリフォルニア州出身。父親は1980年の映画『ブルベイカー』（原案）でアカデミー脚本賞にノミネートされた脚本家アーサー・A・ロス。
ペンシルベニア大学に通う。はじめ漁船上で働き、大統領選挙キャンペーンに関わる、そして小説も書いた。のち脚本家になる。スティーヴン・スピルバーグの妹アン・スピルバーグと共同脚本の映画『ビッグ』で、第61回アカデミー脚本賞にノミネート。その後も度々アカデミー賞の候補となっている。

## おもな作品
- ビッグ Big (1988年) 脚本・製作
- ミスター・ベースボール Mr. Baseball (1992年) 脚本
- デーヴ Dave (1993年) 脚本
- Lassie/ラッシー Lassie (1994年) 脚本 - 日本では劇場未公開
- Mr.ダマー2 1/2 Trial and Error (1997年) 製作 - 日本では劇場未公開
- カラー・オブ・ハート Pleasantville (1998年) 製作・監督・脚本
- シービスケット Seabiscuit (2003年) 監督・脚本・製作
- ねずみの騎士デスペローの物語 The Tale of Despereaux (2008年) 脚本・製作 - 日本では劇場未公開
- ハンガー・ゲーム The Hunger Games (2012年) 監督・脚本
- 死の谷間 Z for Zachariah (2015年) 製作総指揮
- ニュートン・ナイト 自由の旗をかかげた男 The Free State of Jones (2016年) 製作・監督・脚本 [2]
- オーシャンズ8 Ocean's Eight (2018年) 監督・脚本